# Football Club 93 Bobigny-Bagnolet-Gagny
El Academia fútbol Bobigny es un equipo de fútbol de Francia que juega en el Championnat National 2, la cuarta división de fútbol del país.

## Historia
Fue fundado en el año 2013 en la ciudad de Bobigny del departamento de Seine-Saint-Denis como la sección de fútbol del AC Bobigny para participar en la liga Regional 1. En la temporada 2014/15 llega a la ronda de 64 de la Copa de Francia donde es eliminado 0-3 por el Evian TG de la Ligue 1.
En la temporada 2016/17 logra el ascenso al Championnat National 3, y dos años después asciende al Championnat National 2.

## Palmarés
- Championnat National 3: 1

2018/19

## Jugadores

### Jugadores destacados
- Odsonne Édouard